# Sissy Spacek
Sissy Spacek, nata Mary Elizabeth Spacek (Quitman, 25 dicembre 1949), è un'attrice e cantante statunitense.

## Biografia
Nasce e cresce nel Texas frequentando il Quitman High School, dove è eletta reginetta dell'anno. Dopo la morte del fratello maggiore per leucemia, consegue il diploma ma decide di non proseguire gli studi. Tenta così la strada della musica come cantante rock trasferendosi a New York, da suo cugino Rip Torn, attore, e inizia a esibirsi in alcuni locali del Greenwich Village e come corista per spot pubblicitari, arrivando a incidere un disco, John, You Went Too Far This Time. Nel frattempo si iscrive ai corsi di Lee Strasberg all'Actors Studio, che frequenta per meno di un anno. 
Dopo alcune apparizioni in televisione, esordisce sul grande schermo nel 1972 in Arma da taglio, ma il successo arriva qualche anno dopo con il ruolo di Carrie White in Carrie - Lo sguardo di Satana (1976) di Brian De Palma, pellicola che le frutta la sua prima candidatura all'Oscar alla miglior attrice. 
Nel 1981 vince l'Oscar alla miglior attrice e il Golden Globe per il film La ragazza di Nashville, in cui interpreta la cantante country Loretta Lynn: per prepararsi al ruolo Sissy Spacek accompagnò la Lynn durante un suo tour. 
Ottiene altre quattro candidature ai Premi Oscar come miglior attrice per Missing - Scomparso (1982), Il fiume dell'ira (1984), Crimini del cuore (1986) e per In the Bedroom (2001); con questi ultimi due vince il suo secondo e terzo Golden Globe.
Dagli anni 90 decide di diradare le sue apparizioni sullo schermo per dedicarsi alla sua famiglia e ai cavalli del suo ranch in Virginia. In questo decennio appare nel film Storie d'amore, dove si ritrova, a distanza di quasi vent'anni, di nuovo a condividere il set con Piper Laurie, che interpretava sua madre in Carrie: questa volta la Spacek e la collega recitano nel ruolo di due sorelle.
Nel 2015 recita nella serie televisiva di successo Bloodline, disponibile su Netflix. Nel 2018 nella serie Homecoming e nel 2022 nella serie Notte stellata.

## Vita privata
È sposata dal 1974 con lo scenografo Jack Fisk, da cui ha avuto due figlie: Shuyler (1982) e Madison (1988).

## Filmografia

### Cinema
- Arma da taglio (Prime Cut), regia di Michael Ritchie (1972)
- Nuovo anno, nuovo amore (Ginger in the Morning), regia di Gordon Wiles (1973)
- La rabbia giovane (Badlands), regia di Terrence Malick (1973)
- Welcome to L.A., regia di Alan Rudolph (1976)
- Carrie - Lo sguardo di Satana (Carrie), regia di Brian De Palma (1976)
- Tre donne (3 Women), regia di Robert Altman (1977)
- La ragazza di Nashville (Coal Miner's Daughter), regia di Michael Apted (1980)
- Lontano dal passato (Raggedy Man), regia di Jack Fisk (1981)
- Missing - Scomparso (Missing), regia di Costa-Gavras (1982)
- Ho perso la testa per un cervello (The Man with Two Brains), regia di Carl Reiner (1983)
- Il fiume dell'ira (The River), regia di Mark Rydell (1984)
- Terrore in sala (Terror in the Aisles), regia di Andrew J. Kuehn (1984)
- Una donna, una storia vera (Marie), regia di Roger Donaldson (1985)
- Una finestra nella notte ('night, Mother), regia di Tom Moore (1986)
- Crimini del cuore (Crimes of the Heart), regia di Bruce Beresford (1986)
- Le violette sono blu (Violets Are Blue), regia di Jack Fisk (1986)
- La lunga strada verso casa (The Long Walk Home), regia di Richard Pearce (1990)
- Un marito di troppo (Hard Promises) regia di Martin Davidson (1991)
- JFK - Un caso ancora aperto (JFK), regia di Oliver Stone (1991)
- A.A.A. mamma cercasi (Trading Mom), regia di Tia Brelis (1994)
- Storie d'amore (The Grass Harp), regia di Charles Matthau (1995)
- Affliction, regia di Paul Schrader (1997)
- Sbucato dal passato (Blast From The Past), regia di Hugh Wilson (1997)
- Una storia vera (The Straight Story), regia di David Lynch (1999)
- In the Bedroom, regia di Todd Field (2001)
- Tuck Everlasting - Vivere per sempre (Tuck Everlasting), regia di Jay Russell (2002)
- Una casa alla fine del mondo (Home at the End of the World), regia di Michael Mayer (2004)
- 9 vite da donna (Nine Lives), regia di Rodrigo García (2005)
- The Ring 2 (The Ring Two), regia di Hideo Nakata (2005)
- North Country - Storia di Josey (North Country), regia di Niki Caro (2005)
- An American Haunting, regia di Courtney Solomon (2005)
- Summer Running: The Race to Cure Breast Cancer, regia di Scott Mactavish (2006)
- Gray Matters, regia di Sue Kramer (2006)
- Hot Rod - Uno svitato in moto (Hot Rod), regia di Akiva Schaffer (2007)
- Lake City, regia di Hunter Hill e Perry Moore (2008)
- Tutti insieme inevitabilmente (Four Christmases), regia di Seth Gordon (2008)
- Get Low, regia di Aaron Schneider (2010)
- The Help, regia di Tate Taylor (2011)
- Legami di sangue - Deadfall (Deadfall), regia di Stefan Ruzowitzky (2012)
- Old Man & the Gun (The Old Man & the Gun), regia di David Lowery (2018)
- Sam & Kate, regia di Darren Le Gallo (2022)
- Die, My Love, regia di Lynne Ramsay (2025)

### Televisione
- A tutte le auto della polizia (The Rookies) – serie TV, un episodio (1973)
- Love, American Style – serie TV, un episodio (1973)
- Gli emigranti (The Migrants), regia di Tom Gries – film TV (1974)
- Katherine - Storia di una terrorista (Katherine), regia di Jeremy Kagan – film TV (1975)
- Verna: USO Girl, regia di Ronald F. Maxwell – film TV (1978)
- A Private Matter, regia di Joan Micklin Silver – film TV (1992)
- Una casa per Annie (A Place for Annie), regia di John Gray – film TV (1994)
- Streets of Laredo, regia di Joseph Sargent – miniserie TV, 3 puntate (1995)
- The Good Old Boys, regia di Tommy Lee Jones – film TV (1995)
- Tre vite allo specchio (If These Walls Could Talk), regia di Nancy Savoca – film TV (1996)
- Songs in Ordinary Time, regia di Rod Holcomb – film TV (2000)
- Last Call - Genio ribelle (Last Call), regia di Henry Bromell – film TV (2002)
- Big Love – serie TV, 5 episodi (2010)
- Bloodline – serie TV, 33 episodi (2015-2017)
- Castle Rock – serie TV, 8 episodi (2018)
- Homecoming – serie TV, 6 episodi (2018)
- Notte stellata (Night Sky) – serie TV, 8 episodi (2022)
- Dying for Sex, regia di Shannon Murphy e Chris Teague – miniserie TV, puntata 5 (2025)

## Riconoscimenti
- Premio Oscar

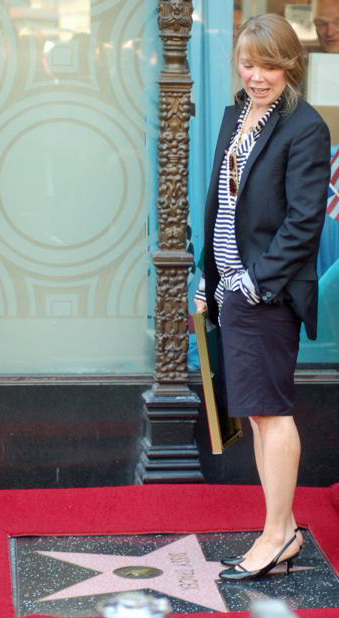
Sissy Spacek e la sua stella alla Hollywood Walk of Fame

  - 1977 – Candidatura alla miglior attrice per Carrie - Lo sguardo di Satana
  - 1981 – Miglior attrice per La ragazza di Nashville
  - 1983 – Candidatura alla miglior attrice per Missing - Scomparso
  - 1985 – Candidatura alla miglior attrice per Il fiume dell'ira
  - 1987 – Candidatura alla miglior attrice per Crimini del cuore
  - 2002 –  Candidatura alla miglior attrice per In the Bedroom

- Golden Globe
  - 1981 – Miglior attrice in un film commedia o musicale per La ragazza di Nashville
  - 1982 – Candidatura alla miglior attrice in un film drammatico per Lontano dal passato
  - 1983 – Candidatura alla miglior attrice in un film drammatico per Missing – Scomparso
  - 1985 – Candidatura alla miglior attrice in un film drammatico per Il fiume dell'ira
  - 1987 – Miglior attrice in un film commedia o musicale per Crimini del cuore
  - 2002 – Migliore attrice in un film drammatico per In the Bedroom

- Hollywood Walk of Fame
  - 2011 – Stella

## Doppiatrici italiane
Nelle versioni in italiano dei suoi film, Sissy Spacek è stata doppiata da:
- Emanuela Rossi in La rabbia giovane, Carrie - Lo sguardo di Satana, Tre donne, Missing - Scomparso (in entrambi i doppiaggi), Il fiume dell'ira, Le violette sono blu, La lunga strada verso casa (ridoppiaggio), JFK - Un caso ancora aperto, A.A.A. mamma cercasi, In the Bedroom
- Melina Martello in North Country - Storia di Josey, Legami di sangue - Deadfall, Old Man & the Gun, Homecoming, Notte stellata
- Cristiana Lionello in Crimini del cuore, Una casa per Annie, Una storia vera
- Silvia Pepitoni in Ho perso la testa per un cervello, Una finestra nella notte
- Barbara Castracane in Storie d'amore, Affliction
- Isabella Pasanisi in Songs in ordinary time, Midwives
- Micaela Esdra in Arma da taglio
- Anna Melato in La ragazza di Nashville
- Silvia Tognoloni in Terrore in sala
- Vittoria Febbi in Una donna, una storia vera
- Mirella Pace in La lunga strada verso casa
- Manuela Andrei in Sbucato dal passato
- Valeria Perilli in Tuck Everlasting - Vivere per sempre
- Antonella Giannini in Una casa alla fine del mondo
- Laura Boccanera in 9 vite da donna
- Barbara Berengo Gardin in Le strade di Laredo
- Franca D'Amato in The Ring 2
- Fabrizia Castagnoli in Beyond the Call
- Anna Rita Pasanisi in Hot Rod - Uno svitato in moto
- Angiola Baggi in Tutti insieme inevitabilmente
- Lucia Valenti in The Funeral Party
- Lorenza Biella in The Help
- Chiara Salerno in Bloodline
- Daniela Nobili in Last call - Genio ribelle[2]
- Valeria Falcinelli in Nuovo anno, nuovo amore

## Discografia

### Album
- 1983 – Hangin' Up My Heart (Atlantic)

### Singoli
| Anno | Singoli                               | Posizioni hit-parade | Posizioni hit-parade | Posizioni hit-parade | Album                                    |
| Anno | Singoli                               | US Country           | US Bubbling          | CAN Country          | Album                                    |
| ---- | ------------------------------------- | -------------------- | -------------------- | -------------------- | ---------------------------------------- |
| 1980 | "La ragazza di Nashville"             | 24                   | —                    | 7                    | La ragazza di Nashville (colonna sonora) |
| 1980 | "Back in Baby's Arms"                 | —                    | —                    | 71                   | La ragazza di Nashville (colonna sonora) |
| 1983 | "Lonely but Only for You"             | 15                   | 10                   | 13                   | Hangin' Up My Heart                      |
| 1984 | "If I Can Just Get Through the Night" | 57                   | —                    | 41                   | Hangin' Up My Heart                      |
| 1984 | "If You Could Only See Me Now"        | 79                   | —                    | —                    | Hangin' Up My Heart                      |

## Opere
- Sissy Spacek e Maryanne Vollers, My Extraordinary Ordinary Life, Hyperion Books, 2012, ISBN 978-1-4013-2436-0.